# Shine a Light (film)
Pour les articles homonymes, voir Shine a Light.
Pour plus de détails, voir Fiche technique et Distribution.
Shine a Light est un film de concert américain réalisé par Martin Scorsese, sorti en 2008.
Un nouvel album live homonyme des Rolling Stones qui est publié au même moment sert de bande-son au documentaire.

## Synopsis

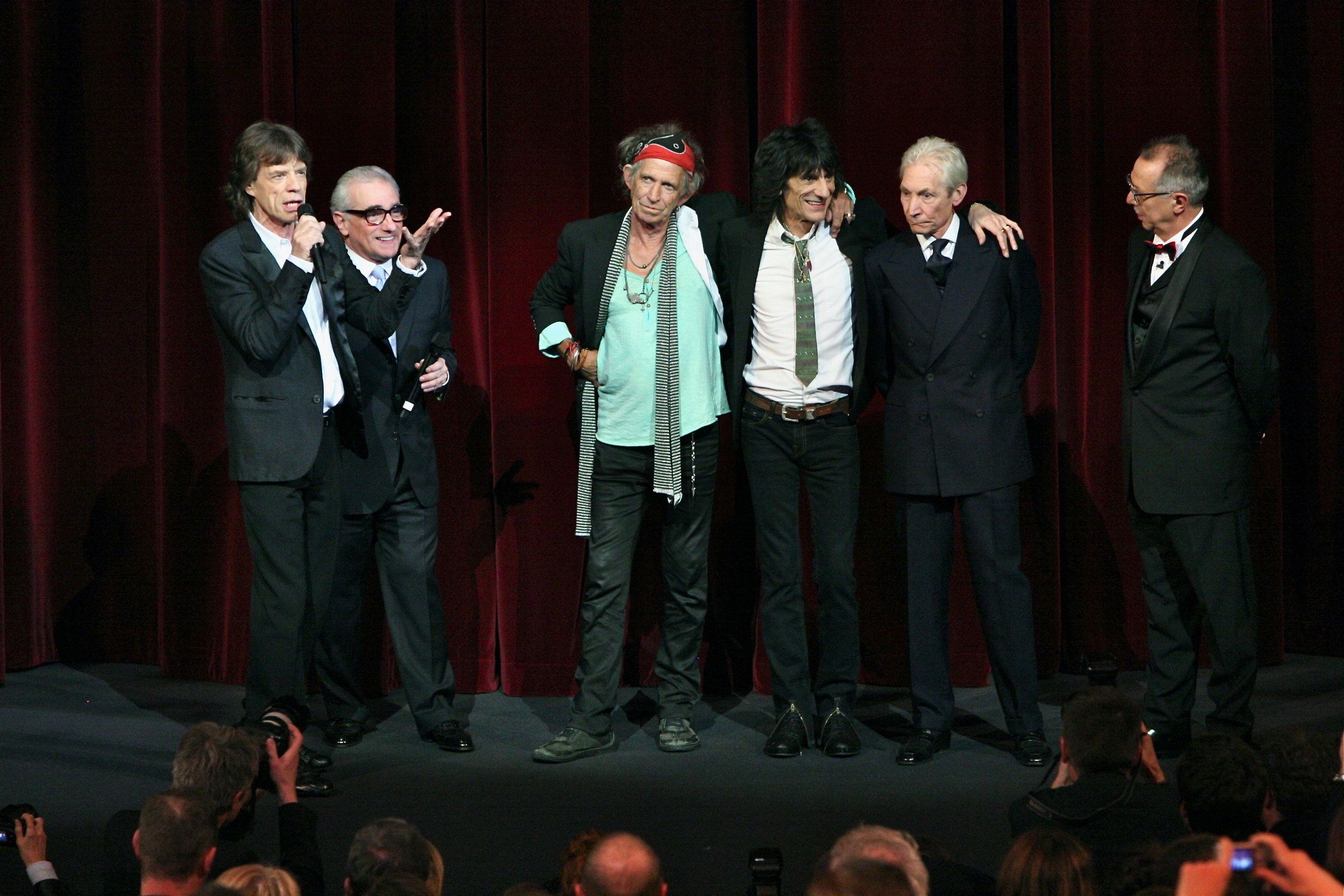
L'équipe du film à la première mondiale, à la Berlinale 2008 : Mick Jagger, Martin Scorsese, Keith Richards, Ron Wood et Charlie Watts.

Martin Scorsese réalise son rêve de toujours : filmer les Rolling Stones. De la préparation à la performance, entrecoupé d'images backstage et d'archives, 16 caméras et plusieurs grands chefs opérateurs captent l'énergie légendaire de Mick Jagger, Keith Richards, Charlie Watts et Ron Wood lors de leurs concerts au Beacon Theatre à New York, les 29 octobre et 1er novembre 2006.

## Fiche technique
- Titre : Shine a Light
- Réalisation : Martin Scorsese
- Production : Steve Bing, Michael Cohl, Victoria Pearman et Zane Weiner
  - Producteur délégué : Mick Jagger, Keith Richards, Charlie Watts et Ron Wood
- Société de production : Concert Promotions International et Shangri-La Entertainment
- Photographie : Robert Richardson
- Montage : David Tedeschi
- Costumes : William Gilchrist, Ira Hammons-Glass, Maryam Malakpour, Richard Pierce, William Gilchrist, L'Wren Scott, Isobel Work
- Pays de production :  États-Unis
- Genre : Film de concert
- Durée : 122 minutes
- Format : Couleur - 1,85:1 - Format 35 mm
- Budget :
- Dates de sortie : 
  - Allemagne : 7 février 2008 (Berlinale)
  - États-Unis : 4 avril 2008
  - France : 16 avril 2008
  - Belgique : 28 mai 2008

## Chansons interprétées
- Jumpin' Jack Flash
- Shattered
- She Was Hot
- All Down the Line
- Loving Cup (avec Jack White)
- As Tears Go By
- Some Girls
- Just My Imagination
- Faraway Eyes
- Champagne & Reefer (avec Buddy Guy)
- Tumbling Dice
- Band Introductions
- You Got the Silver
- Connection
- Sympathy for the Devil
- Live With Me (avec Christina Aguilera)
- Start Me Up
- Brown Sugar
- (I Can't Get No) Satisfaction
- Little T&A
- Paint It, Black
- I’m Free
- Shine a Light

## Distribution
- Mick Jagger, chant, guitare
- Keith Richards, guitare, chant
- Ron Wood, guitare, pedal steel
- Charlie Watts, batterie
- Christina Aguilera, chant
- Byrdie Bell
- Blondie Chaplin, chœur & guitare
- Gary Cherkassky : Paparazzi
- Bill Clinton
- Hillary Rodham Clinton
- Michael Davies, trombone
- Lisa Fischer, chœur
- Bernard Fowler, chœur
- Buddy Guy, guitare & chant
- Darryl Jones, basse
- Bobby Keys, saxo ténor
- Chuck Leavell, claviers
- Kimberly Magness
- Rebecca Merle : Red Carpet VIP
- Martin Scorsese
- Kent Smith, trompette
- Tim Ries, saxophone
- Jack White, guitare & chant

## Album
Albums de The Rolling Stones
A Bigger Bang
(2005) Exile on Main Street (réédition)
(2010)
En parallèle au documentaire, les Rolling Stones décident de publier un nouvel album live homonyme reprenant la tournée décrite dans le documentaire et sert de bande sonore à ce dernier.

### Edition double album
Disque 1
1. "Jumpin' Jack Flash" – 4:23
2. "Shattered" – 4:06
3. "She Was Hot" – 4:44
4. "All Down the Line" – 4:35
5. "Loving Cup" – 4:02 with Jack White
6. "As Tears Go By" (Jagger/Richards/Andrew Loog Oldham) – 3:32
7. "Some Girls" – 4:19
8. "Just My Imagination" (Norman Whitfield/Barrett Strong) – 6:39
9. "Far Away Eyes" – 4:37
10. "Champagne & Reefer" (Muddy Waters) – 5:58 with Buddy Guy
11. "Tumbling Dice" – 4:24
12. Band introductions – 1:39
13. "You Got the Silver" – 3:22
14. "Connection" – 3:31

Disque 2
1. Martin Scorsese intro – 0:12
2. "Sympathy for the Devil" – 5:56
3. "Live with Me" – 3:54 with Christina Aguilera
4. "Start Me Up" – 4:05
5. "Brown Sugar" – 5:25
6. "(I Can't Get No) Satisfaction" – 5:37
7. "Paint It Black" – 4:28
8. "Little T&A" – 4:09
9. "I'm Free" – 3:31
10. "Shine a Light" – 4:05

### Edition simple
1. "Jumpin' Jack Flash" – 4:23
2. "She Was Hot" – 4:44
3. "All Down the Line" – 4:35
4. "Loving Cup" – 4:02
5. "As Tears Go By" – 3:32
6. "Some Girls" – 4:19
7. "Just My Imagination" (Whitfield/Strong) – 6:39
8. "Far Away Eyes" – 4:37
9. "Champagne & Reefer" (Waters) – 5:58
10. Band introductions – 1:39
11. "You Got the Silver" – 3:21
12. "Connection" – 3:31
13. "Sympathy for the Devil" – 5:56
14. "Live With Me" – 3:54
15. "Start Me Up" – 4:05
16. "Brown Sugar" – 5:25

## Distinctions
- Film d'ouverture lors de la Berlinale 2008